# Edikula

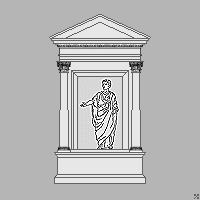
Římská edikula

Edikula (z lat. aedicula – chrámek, kaplička) je původně kamenný domácí oltářík nebo náhrobek, později plochá kaplička s obrazem či sochou uvnitř, která připomíná průčelí antických chrámů. Od renesance i ozdobné orámování okna, dveří či výklenku, tvořené postranními sloupy, pilastry nebo pilíři, na nichž leží kladí a trojúhelný či segmentový štít. V renesanci, v baroku i v novoklasicismu je edikula poměrně běžná, obvykle jako výklenek se sochou.

## Historie
Latinské aedicula je zdrobnělina slova aedes, chrám, obydlí, později i místnost, pokoj. Podobně odpovídající řecké označení naiskos od naos, chrám. Základní tvar výklenku se sloupky po stranách, s kladím a štítem, se vyskytoval v antických domech jako oltářík domácích božstev a zemřelých předků (lat. lararium), jako náhrobek nebo památník na veřejných budovách a podobně.
Západní i východní křesťanství převzalo tvar edikuly jako latinské tabernaculum (stánek, domeček) nebo řecký naiskos, kam se umísťovaly reliéfy, sochy či obrazy Krista a světců. V této podobě je edikula častá na stěnách chrámů i na městských domech, například italské tabernacolo ve Florencii i jinde. České a moravské barokní kapličky u cest mívají často formu edikuly. Od renesance se forma pomalu odděluje od svého posvátného obsahu, edikuly se užívají i jako pomníky a památníky a konečně jako ozdobný architektonický prvek, orámování dveří a oken.

## Galerie

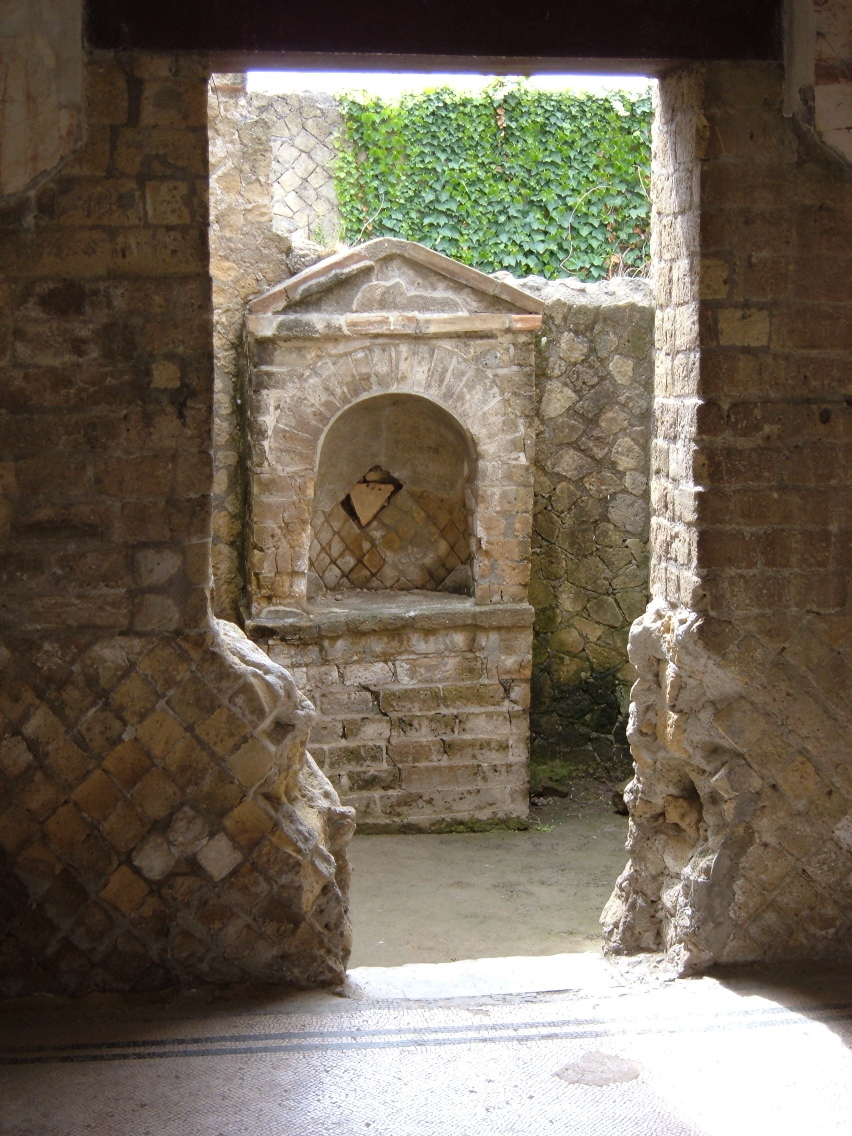
Edicula jako domácí oltář (Herculaneum)
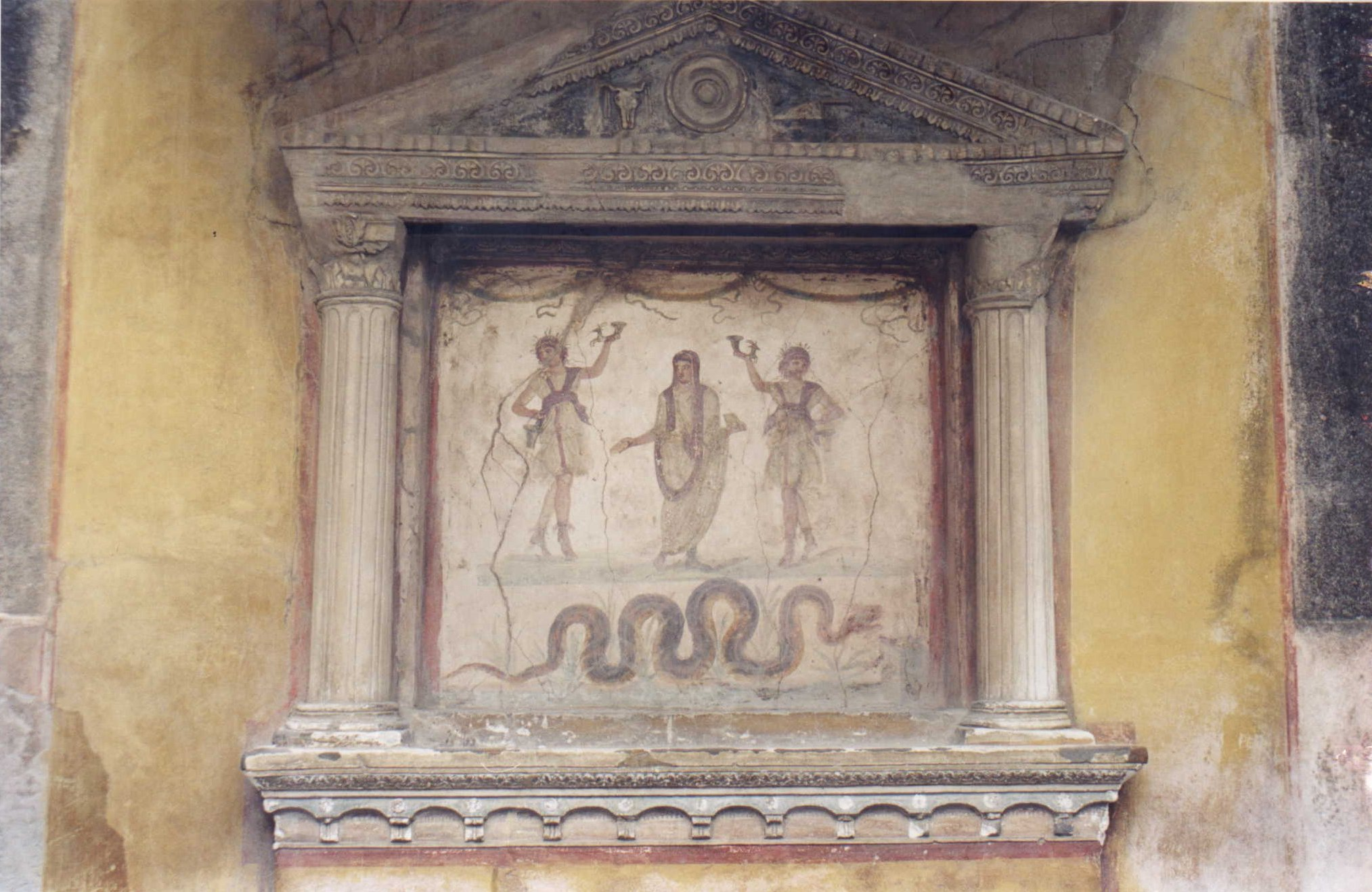
Římské lararium v domě Vettiů (Pompeje)
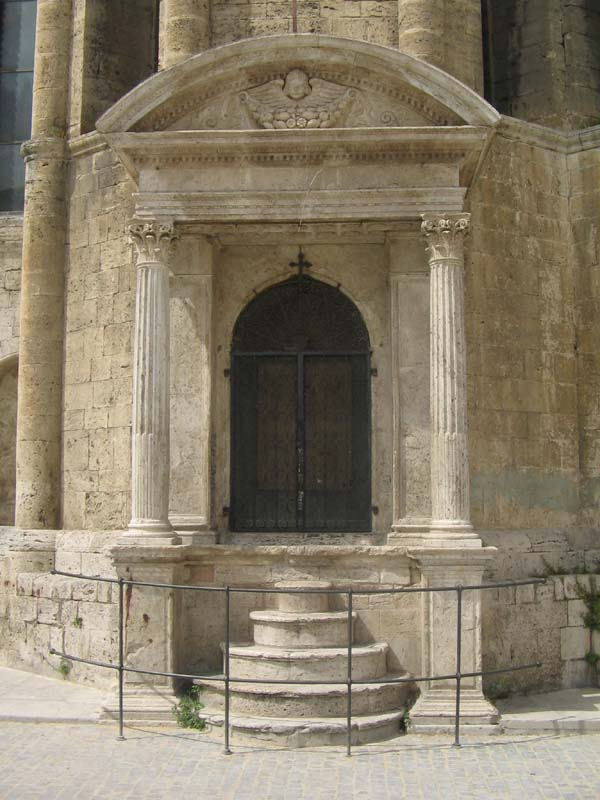
Renesanční edikula (Ascoli Piceno, Itálie)
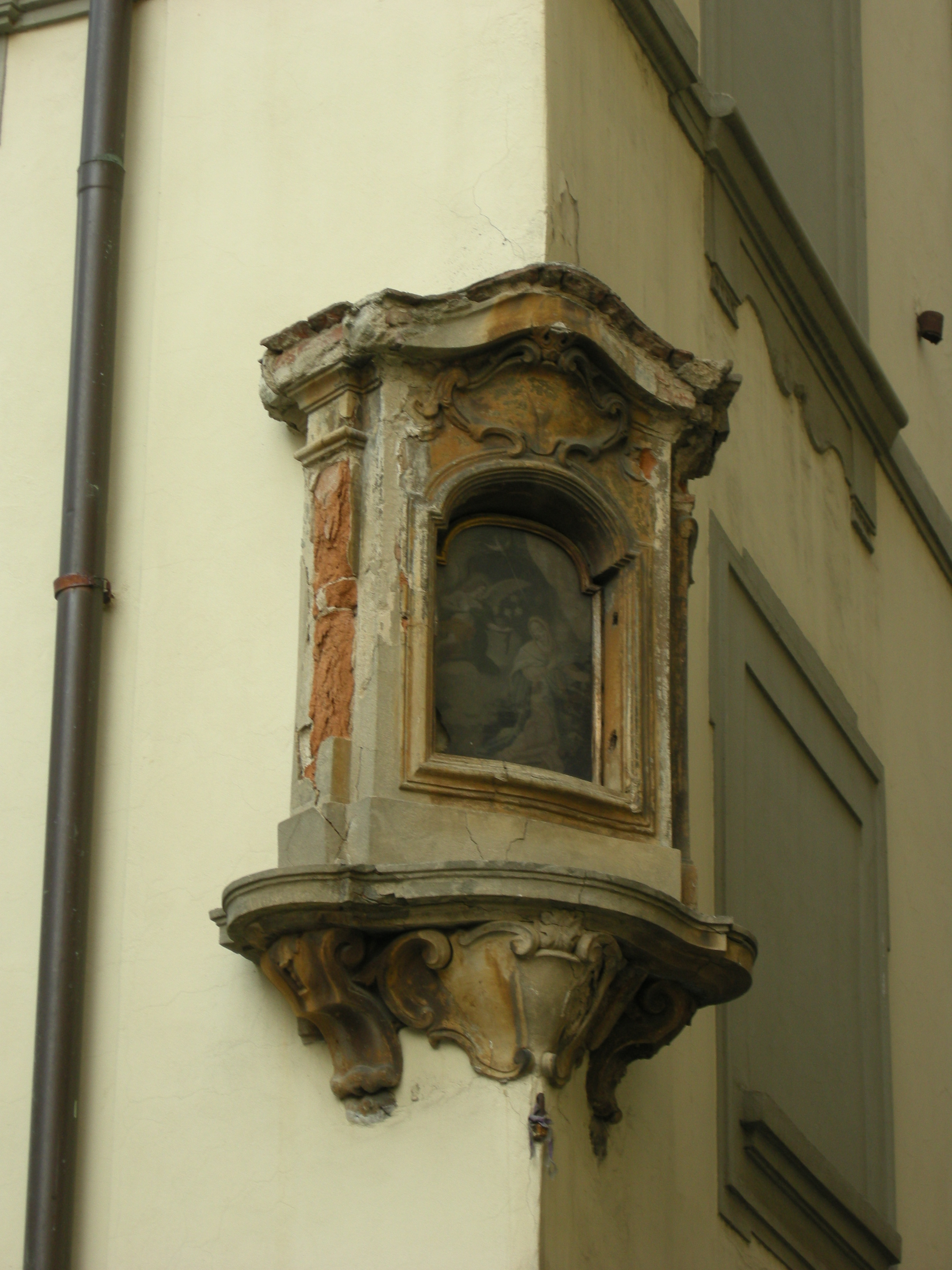
Barokní edikula (tabernacolo, Florencie)
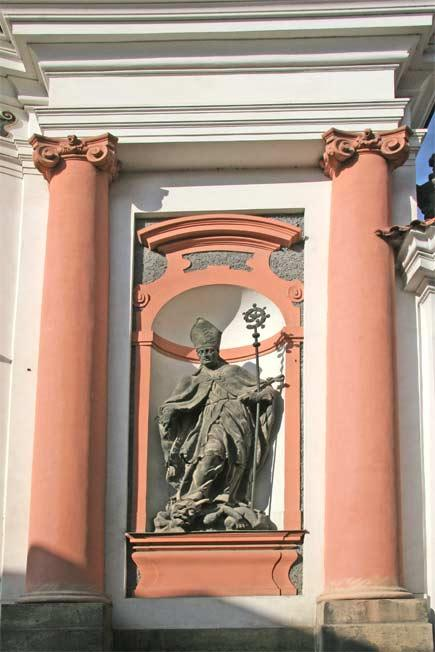
Edikula na stěně kostela sv. Jana Nepomuckého v Kutné Hoře